# Kathedraal van Bury St. Edmunds
De kathedraal van Bury St. Edmunds is de kathedraal van het anglicaanse bisdom St Edmundsbury en Ipswich en staat in Bury St. Edmunds, in het Engelse Suffolk. De kerk is opgedragen aan Sint-Jakobus de Meerdere.

## Geschiedenis
Sinds 1065 heeft er een kerk gestaan op de plek van de huidige kathedraal. In het begin van de 12e eeuw werd een nieuwe kerk gebouwd. In 1503 werd er begonnen met een grondige herbouw van deze kerk, waarbij er onder andere een compleet nieuw schip werd gebouwd. In de 18e en 19e eeuw volgden er verdere aanpassingen.
Begin 20e eeuw, in 1914, werd de kerk de kathedraal van het nieuwe anglicaanse bisdom St Edmundsbury en Ipswich. In de 20e eeuw werd er veel aan het gebouw gewerkt omdat het een kathedraal was geworden. Tussen 2000 en 2005 werd de 46 meter hoge vieringtoren gebouwd in neogotische stijl.